# Liste der Baudenkmale in Hanmer Springs
Die Liste der Baudenkmale in Hanmer Springs umfasst alle vom New Zealand Historic Places Trust (NZHPT) als „Historic Place“ oder „Historic Area“ eingestuften Baudenkmale und Flächendenkmale der neuseeländischen Ortschaft Hanmer Springs. Die Angaben stammen aus dem Register des NZHPT. Die Bezeichnungen der Baudenkmale orientieren sich an diesem Register. In die Liste werden auch bekannte Wahi Tapu (Area), kulturell und religiös bedeutsame Stätten und Gebiete der Māori, aufgenommen. Sie werden jedoch meist nicht publiziert.

| Bild           | Bezeichnung                                                                   | Ort            | Anschrift                                   | Beschreibung                  | Bauzeit | Eintrag           | Nummer | Kat. |
| -------------- | ----------------------------------------------------------------------------- | -------------- | ------------------------------------------- | ----------------------------- | ------- | ----------------- | ------ | ---- |
| weitere Bilder | Queen Mary Hospital                                                           | Hanmer Springs | Ecke Amuri Avenue and Jacks Pass Road Karte | Krankenhaus                   | 1916    | 24. Juni 2005     | 7612   | 1    |
| weitere Bilder | Waiau Ferry Bridge                                                            | Hanmer Springs | Hanmer Springs Road, State Highway 7A Karte | Straßenbrücke                 | 1887    | 24. November 1983 | 269    | 1    |
| weitere Bilder | Church of the Epiphany (Anglican)                                             | Hanmer Springs | 33 Jollies Pass Road, Karte                 | Kirche, anglikanische         | n.a.    | 23. Juni 1983     | 1745   | 2    |
| weitere Bilder | Post Office (Former)                                                          | Hanmer Springs | 4 Jacks Pass Road Karte                     | Postamt, ehemaliges           | 1901    | 23. Juni 1983     | 1750   | 2    |
| weitere Bilder | Hanmer Lodge                                                                  | Hanmer Springs | 1 Conical Hill Road Karte                   | Hotel                         | 1933    | 6. September 1984 | 3685   | 2    |
| weitere Bilder | St Roch's Church (Catholic)                                                   | Hanmer Springs | 27 Amuri Avenue Karte                       | Kirche, katholische           | n.a.    | 6. Juni 1984      | 3688   | 2    |
| BW             | Woodbank Homestead                                                            | Hanmer Springs | 494 Woodbank Road Karte                     | Wohnhaus                      | 1862    | 6. September 1984 | 3692   | 2    |
| weitere Bilder | Queen Mary Hospital (Former) and Hanmer Springs Thermal Reserve Historic Area | Hanmer Springs | Amuri Avenue and Jacks Pass Road Karte      | Krankenhaus und Thermalbecken | n.a.    | 10. Dezember 2004 | 7583   | HA   |